# 西班牙國鐵102型電力動車組
西班牙國鐵102型電力動車組，又稱S-102，是西班牙國鐵營運的AVE高鐵列車之一，建基於龐巴迪運輸的技術。在AVE以外，塔爾高將此列車型號稱為Talgo 350。
此列車另外衍生了S-112。